# نيكوس ليبروبولوس
نيكوس ليبروبولوس (باليونانية: Νίκος Λυμπερόπουλος)‏ ، من مواليد 4 أغسطس 1975 في فيلياترا في اليونان ، لاعب كرة قدم يوناني.
يلعب مع نادي إيك أثينا منذ عام 2003.
انضم إلى منتخب اليونان لكرة القدم في عام 1996.

## روابط خارجية
- نيكوس ليبروبولوس على موقع الاتحاد الدولي (مؤرشف)  (الإنجليزية)
- نيكوس ليبروبولوس على موقع الاتحاد الأوربي (الإنجليزية)
- نيكوس ليبروبولوس على موقع قاعدة بيانات كرة القدم.إي يو (الإنجليزية)
- نيكوس ليبروبولوس على موقع ليكيب (الفرنسية)
- نيكوس ليبروبولوس على موقع ناشيونال فوتبول تيمز (الإنجليزية)
- نيكوس ليبروبولوس على موقع عالم كرة القدم.نت (الإنجليزية)
- نيكوس ليبروبولوس على موقع كووورة
- نيكوس ليبروبولوس على موقع AS.com (الإسبانية)